# Reinhard Schütte (Handballspieler)
Reinhard Schütte (* 1952) ist ein ehemaliger deutscher Handballspieler und Mitglied der DDR-Handballnationalmannschaft. Zum Teil wird er auch unter dem Namen Rainer Schütte geführt.

## Leben
Er besuchte die Kinder- und Jugendsportschule in Magdeburg. Schütte wurde 44 Mal in der DDR-Handballnationalmannschaft eingesetzt und erreichte mit ihr 1978 den dritten Platz bei den Weltmeisterschaften. Auf Vereinsebene spielte Reinhard Schütte, Spitzname Reini Schütte, für den SC Magdeburg, mit dem er 1977 DDR-Meister und 1977 und 1978 Pokalsieger wurde. 1978 gewann er mit dem SC Magdeburg den Europacup der Landesmeister.
Seit 1990 arbeitete er als Betreuer der Bundesligamannschaft des SC Magdeburg. 2008 erlitt er einen Schlaganfall. Sein Genesungsprozess war von großer auch öffentlicher Anteilnahme begleitet.

## Auszeichnungen
2001 trug sich Schütte anlässlich des Gewinns des Meistertitels durch den SC Magdeburg in das Goldene Buch der Stadt Magdeburg als Mannschaftsbetreuer ein. Weitere Einträge erfolgten 2002 und 2007 anlässlich des Gewinns der EHF Champions League. Er wurde zum Ehrenmannschaftsführer des SC Magdeburg ernannt.